# Chaoyangopterus
Chaoyangopterus (лат., буквально — крыло из Чаояна) — род птерозавров из семейства чаояноптерид, известный по фрагментарному скелету из нижнемеловой (аптский ярус) формации Цзюфотан (Гонггао, КНР).
Единственный вид описан по окаменелости, каталогизированной как IVPP V13397 и состоящей из передней части черепа, нижней челюсти, шейных позвонков, плечевой кости, таза и конечностей.
Вероятно, размах крыльев достигал 1,9 метра, при длине черепа 270 миллиметров.
Являлся беззубым птерозавром, предположительно рыбоядным. В настоящее время считается, что чаоянгоптериды в целом были похожи на птерозавров аждархид, подразумевается, что они были журавлиноподобными наземными всеядными и оппортунистическими плотоядными животными.